# Philippine Leroy-Beaulieu
Pour les articles homonymes, voir Leroy et Beaulieu.
Pour les autres membres de la famille, voir Famille Leroy-Beaulieu.
Philippine Leroy-Beaulieu est une actrice française, née le 25 avril 1963 à Boulogne-Billancourt.
Elle est notamment connue pour ses interprétations dans la comédie Trois Hommes et un couffin en 1985, puis dans des séries telles que Dix pour cent, ou encore Emily in Paris.

## Biographie

### Famille et formation
Née le 25 avril 1963  à Boulogne-Billancourt, en région parisienne, Philippine Leroy-Beaulieu emménage à Rome lorsqu'elle a 3 mois, et passe son enfance en Italie où son père, le comédien Philippe Leroy, fait carrière dans le cinéma italien. Ses parents (sa mère est décoratrice d'intérieur, puis styliste pour Dior) se séparent puis divorcent, quand elle a 11 ans, et elle déménage avec sa mère et son frère à Paris. Après son bac, elle commence des études de littérature à la Sorbonne, puis s'oriente vers le théâtre en s'inscrivant au cours Florent à Paris.
Après une expérience sur les planches, elle débute sur grand écran en 1983 dans la comédie Surprise Party de Roger Vadim.

### Carrière cinématographique

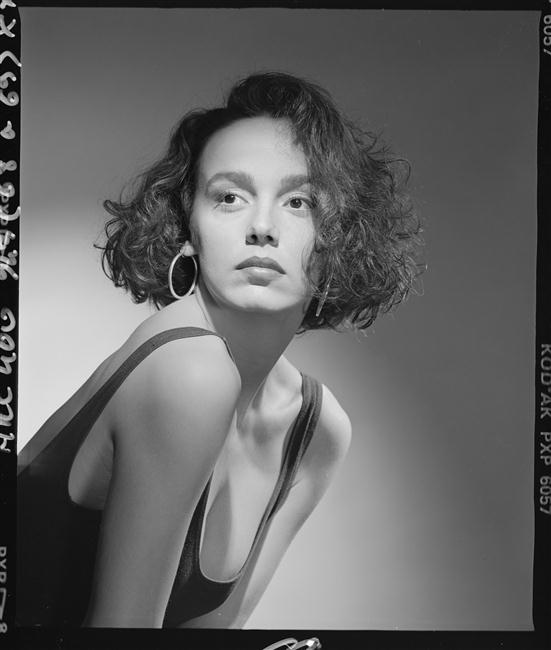
Philippine Leroy-Beaulieu en 1988 par le studio Harcourt.

En 1985, Philippine Leroy-Beaulieu décroche son premier grand rôle (et une nomination au César du meilleur second rôle) en incarnant la mère désemparée de la comédie Trois Hommes et un couffin de Coline Serreau. Le succès du film profite à la comédienne qui enchaîne, paradoxalement, avec une série de films en costumes d'époque, tels que Les possédés (1988) d'Andrzej Wajda, Les Deux Fragonard (1989) de Philippe Le Guay ou encore La Révolution française (1989) de Robert Enrico et Richard T. Heffron.
En 1994, elle effectue un retour à la comédie en incarnant l'épouse enceinte de Patrick Braoudé dans Neuf Mois, puis avec La Belle Verte, Hercule et Sherlock, La voie est libre, Jefferson à Paris ou Vatel.
En 2003, elle reprend son rôle de Sylvia dans 18 Ans après, la suite de Trois Hommes et un couffin. Elle est également au générique de Deux Frères, film d'aventures de Jean-Jacques Annaud.
De 2015 à 2018, elle tourne dans la série Dix pour cent,, et à partir de 2020 dans la série américaine Emily in Paris.

### Vie privée
Philippine Leroy-Beaulieu a une fille nommée Taïs avec le réalisateur Richard Bean.

### Engagements politiques
Pour l'élection présidentielle française de 2002, elle affiche publiquement son soutien à Noël Mamère, candidat des Verts dans une tribune publiée dans le quotidien La Croix.

## Filmographie

### Cinéma

#### Longs métrages
- 1983 : Surprise Party de Roger Vadim : Anne Lambert
- 1985 : Trois Hommes et un couffin de Coline Serreau : Sylvia
- 1987 : Flag de Jacques Santi : Fanny
- 1987 : Camomille de Mehdi Charef : Camille Renaudin
- 1988 : Les Possédés de Andrzej Wajda : Lisa
- 1988 : Dandin de Roger Planchon : La tragédienne
- 1989 : La Révolution française : Les Années terribles de Richard T. Heffron : Charlotte Corday
- 1989 : Les Deux Fragonard de Philippe Le Guay : Marianne
- 1989 : Natalia de Bernard Cohn : Natalia
- 1991 : Les Clés du paradis de Philippe de Broca : Marie
- 1991 : Petits Travaux tranquilles de Stéphanie de Mareuil : Béatrice
- 1992 : Coupable d'innocence ou Quand la raison dort de Marcin Ziebinski : Jeanne Eberlen
- 1993 : Un'anima divisa in due de Silvio Soldini : Miriam
- 1994 : Neuf Mois de Patrick Braoudé : Mathilde
- 1995 : Un héros ordinaire (Un eroe borghese) de Michele Placido : Annalori Ambrosoli
- 1995 : Jefferson à Paris (Jefferson in Paris) de James Ivory : le jeu du cœur et de la tête
- 1995 : L'Année Juliette de Philippe Le Guay : Stéphanie
- 1995 : Le Nez au vent de Dominique Guerrier : Clémentine
- 1996 : Hercule et Sherlock de Jeannot Szwarc : Marie
- 1996 : La Belle Verte de Coline Serreau : Florence
- 1997 : TGV de Moussa Touré : Sylvia
- 1998 : La voie est libre de Stéphane Clavier : Jeanne
- 2000 : Vatel de Roland Joffé : La duchesse de Longueville
- 2003 : 18 Ans après de Coline Serreau : Sylvia
- 2004 : Deux Frères de Jean-Jacques Annaud : Mathilde Normandin
- 2005 : Love (et ses petits désastres) (Love and Other Disasters) d'Alek Keshishian : Daphne Spring, rédactrice en chef de Vogue
- 2005 : Trois Couples en quête d'orages de Jacques Otmezguine : Pascale
- 2006 : La sombra de nadie de Pablo Malo : Julia
- 2009 : Tres dies amb la família de Mar Coll : Joëlle
- 2014 : Les Trois Frères : Le Retour de Bernard Campan et Didier Bourdon : La banquière de Pascal
- 2016 : Éternité de Trần Anh Hùng : Julie Bourgeois, la mère de Valentine
- 2016 : Père fils thérapie ! d'Émile Gaudreault : Nicole Perronet
- 2018 : Lola et ses frères de Jean-Paul Rouve : Sabine
- 2020 : De Gaulle de Gabriel Le Bomin : Hélène de Portes
- 2020 : Papi Sitter de Philippe Guillard : Viviane Flament
- 2025 : 100 Days de Carlos Saldanha : Asa Frieberg Klink
- 2025 : La Venue de l'avenir de Cédric Klapisch : Sarah Bernhardt

#### Courts métrages
- 1982 : Eden de Robert Réa
- 1991 : La Cabine de Patrick Rufo
- 1995 : Soigneurs dehors ! de Pascal Deux : Anna Freijati
- 1996 : Je n'en ferai pas un drame de Dodine Herry : Lily
- 2006 : Les Flying Ramirez de Denis Sebbah

### Télévision

#### Séries télévisées
- 1984 : Série noire, épisode Neige à Capri de Gianluigi Calderone : Clarissa
- 1984 : L'Amour en héritage (Mistral's Daughter) (mini-série) : Fauve
- 1989 : Mon dernier rêve sera pour vous de Robert Mazoyer (mini-série)
- 2005 : Commissaire Valence, épisode 6 Vengeances de Patrick Grandperret : Sophie Leroux
- 2005 : Vénus et Apollon, épisode 20 Soin homo sapiens d'Olivier Guignard : Muriel
- 2008 : Le juge est une femme saison 13, épisode 6 A coeur et à sang de René Manzor : Virginie Gaetner
- 2010-2012 : Ma femme, ma fille, deux bébés, 4 épisodes : Emma
- 2013 : Camping Paradis, saison 5, épisode 3 Dancing Camping : Anna Lavezzi
- 2013 : Falco : Geneviève Guillemin
- 2014 : Rosemary's Baby d'Agnieszka Holland, épisode 1 Night One (mini-série) : Mrs Fontaine
- 2015 : Braquo, saison 4, 4 épisodes : Jackie Greiner
- 2015-2018 : Dix pour cent : Catherine Barneville
- 2016-2017 : Agathe Koltès : Agathe Koltès
- 2017 : Scènes de ménages, épisode Enfin à la montagne ! : Isabelle
- 2020 : Mirage : Jeanne
- 2020-2024 : Emily in Paris : Sylvie Grateau
- 2022 : The Crown, saison 5 épisode 3 Mou Mou d'Alex Gabassi : Monique Ritz
- 2024 : Le Monde magique de Jérôme Commandeur

#### Téléfilms
- 1987 : La Maison piège de Michel Favart : Virginie
- 1993 : Jules Ferry de Jacques Rouffio : Eugénie Ferry
- 1993 : Meurtre avec préméditation : Récidive de Franck Appréderis : Janson
- 1993 : Le Prix d'une femme de Gérard Krawczyk : Elsa
- 1994 : L'Île aux mômes de Caroline Huppert : Florence
- 1994 : Les Enfants du faubourg de Louis Grospierre : Rosa
- 1997 : La vérité est un vilain défaut de Jean-Paul Salomé : Isabelle
- 1998 : Mes enfants étrangers d'Olivier Langlois : Pat
- 1998 : Le Feu sous la glace de Françoise Decaux-Thomelet : Constantine Duparc
- 1998 : Jeanne et le loup de Laurent Jaoui : Jeanne
- 2000 : Petit Ben d'Ismaël Ferroukhi : Claire
- 2000 : Sandra et les siens de Paul Planchon (en deux parties) : Sandra Villiers
- 2003 : Écoute, Nicolas... de Roger Kahane : Lorraine

## Théâtre
- 1986 : L'Avare, de Molière, mise en scène Roger Planchon, TNP Villeurbanne, Théâtre Mogador
- 1989 : Les Caprices de Marianne, d'Alfred de Musset, mise en scène Bernard Murat, Théâtre Montparnasse
- 2010 : Les Monologues du vagin, d'Eve Ensler, mise en scène Isabelle Rattier, Théâtre Michel